# Aiphanes verrucosa
Aiphanes verrucosa е вид растение от семейство Палмови (Arecaceae). Видът е застрашен от изчезване.

## Разпространение
Разпространен е в Еквадор.